# Sven Kramer (Eisschnellläufer)
Sven Kramer (* 23. April 1986 in Heerenveen) ist ein niederländischer Eisschnellläufer. Er ist vor allem auf die Langstrecken (5000 und 10.000 m) spezialisiert. Mit neun Titeln ist er der erfolgreichste Eisschnellläufer bei Mehrkampfweltmeisterschaften.

## Biografie
Sven Kramer wurde 1986 in Heerenveen geboren und wuchs unweit des niederländischen Eisschnelllaufzentrums in Oudeschoot auf, wo er heute noch lebt. Schon früh trat Kramer in die Fußstapfen seines Vaters Yep Kramer, einem ehemaligen Eisschnellläufer, der an den Olympischen Winterspielen 1980 in Lake Placid und 1984 in Sarajewo über 5000 und 10.000 m teilgenommen hatte. Bereits im Vorschulalter begann er mit dem Schlittschuhlaufen, durchlief alle Altersklassen ohne besonders aufzufallen. Erstmals international auf sich aufmerksam machte er im Jahr 2002 bei einem B-Junioren-Länderkampf gegen Deutschland in Deventer, wo er einen dritten Platz belegte.
Im Dezember 2004 gewann Sven Kramer die niederländischen Meisterschaften im Großen Vierkampf, auch Allround-Mehrkämpfe genannt, bei denen der Sieger nach Rennen über 500, 1500, 5000 und 10.000 m ermittelt wird. Dieser Sieg qualifizierte ihn für die Teilnahme an den europäischen Titelkämpfen, wo er hinter seinem Landsmann Jochem Uytdehaage die Silbermedaille erringen konnte. Bei den Allround-Weltmeisterschaften 2005 konnte sich Kramer die Bronze-Medaille hinter den US-Amerikanern Shani Davis und Chad Hedrick sichern, bei den Mehrkampf-Weltmeisterschaften im Juniorenbereich gewann er den Titel. Im Eisschnelllauf-Weltcup erreichte Sven Kramer beim Wettkampf im italienischen Baselga di Pinè mit Platz fünf über 5000 m sein bestes Saisonergebnis und belegte am Ende der Weltcup-Saison 2004/05 Platz zwölf über die 5000- bzw. 10.000-m-Distanz.
Am Ende der Saison 2004/05 unterschrieb Sven Kramer beim niederländischen TVM-Team, in dem er zusammen mit u. a. Gerard van Velde, Carl Verheijen und Jochem Uytdehaage von Gerard Kemkers trainiert wird. Der 1,85 m große und 78 kg schwere Athlet feierte seinen sportlichen Durchbruch in der folgenden Saison beim Eisschnelllauf-Weltcup am 19. November 2005 in Salt Lake City. Auf der Olympia-Bahn von 2002 gelang es ihm den Weltrekord von Chad Hedrick einzustellen und mit 6:08,78 min die Bestzeit des US-Amerikaners um 0,90 s zu unterbieten. Als eines der hoffnungsvollsten Nachwuchstalente des niederländischen Eisschnelllauf-Sports gehörte Sven Kramer zum Favoritenkreis der Olympischen Winterspiele 2006 in Turin, wo der 19-Jährige mit einer Zeit von 6:16,40 min die Silbermedaille über 5000 m gewann und sich nur dem Olympiasieger Chad Hedrick (6:14,68 min) geschlagen geben musste. Einige Tage später belegte er in der Team-Verfolgung gemeinsam mit Rintje Ritsma, Carl Verheijen, Erben Wennemars und Mark Tuitert hinter Olympiasieger Italien und den USA den dritten Platz, nachdem er im Mannschaftsrennen über ein Begrenzungsklötzchen gestolpert war. Den Gewinn der Bronzemedaille beschrieb Kramer als Niederlage für sein Heimatland: „Das war so, als wenn ich im WM-Finale einen Elfmeter verschossen hätte.“ Später belegte er beim Saisonfinale in Heerenveen über 5000 m den ersten Platz. Bei den darauffolgenden Mehrkampfweltmeisterschaften in Calgary im März 2006 gelang es Kramer einen neuen Weltrekord über die 10.000-m-Distanz (12:51,60 min) aufzustellen.
Die Saison 2006/07 begann Sven Kramer im November 2006 mit einem Dreifachtriumph bei den niederländischen Einzelstreckenmeisterschaften in Assen mit Siegen über die 1500-, 5000- und 10.000-m-Distanz. Einen Monat später sicherte er sich vor Carl Verheijen und Erben Wennemars auch den niederländischen Allround-Titel im Großen Vierkampf und belegte bei den Weltcup-Veranstaltungen in Heerenveen und Berlin beide Male den Spitzenplatz über die 5000 m. Bei der Allround-EM im italienischen Collalbo gewann er auf der Freiluft-Kunsteisbahn mit Weltrekorden über 5000 und 10.000 m ebenso die Goldmedaille, vor dem Italiener Enrico Fabris, der auf den kurzen Distanzen triumphierte. Seinen Favoritenstatus unterstrich Kramer wenig später bei den Einzelstreckenweltmeisterschaften in Salt Lake City, wo er die Titel über 5000 und 10.000 m (mit Weltrekord) gewann und mit seinen Teamkollegen Verheijen und Wennemars auch die Team-Verfolgung für sich entscheiden konnte.

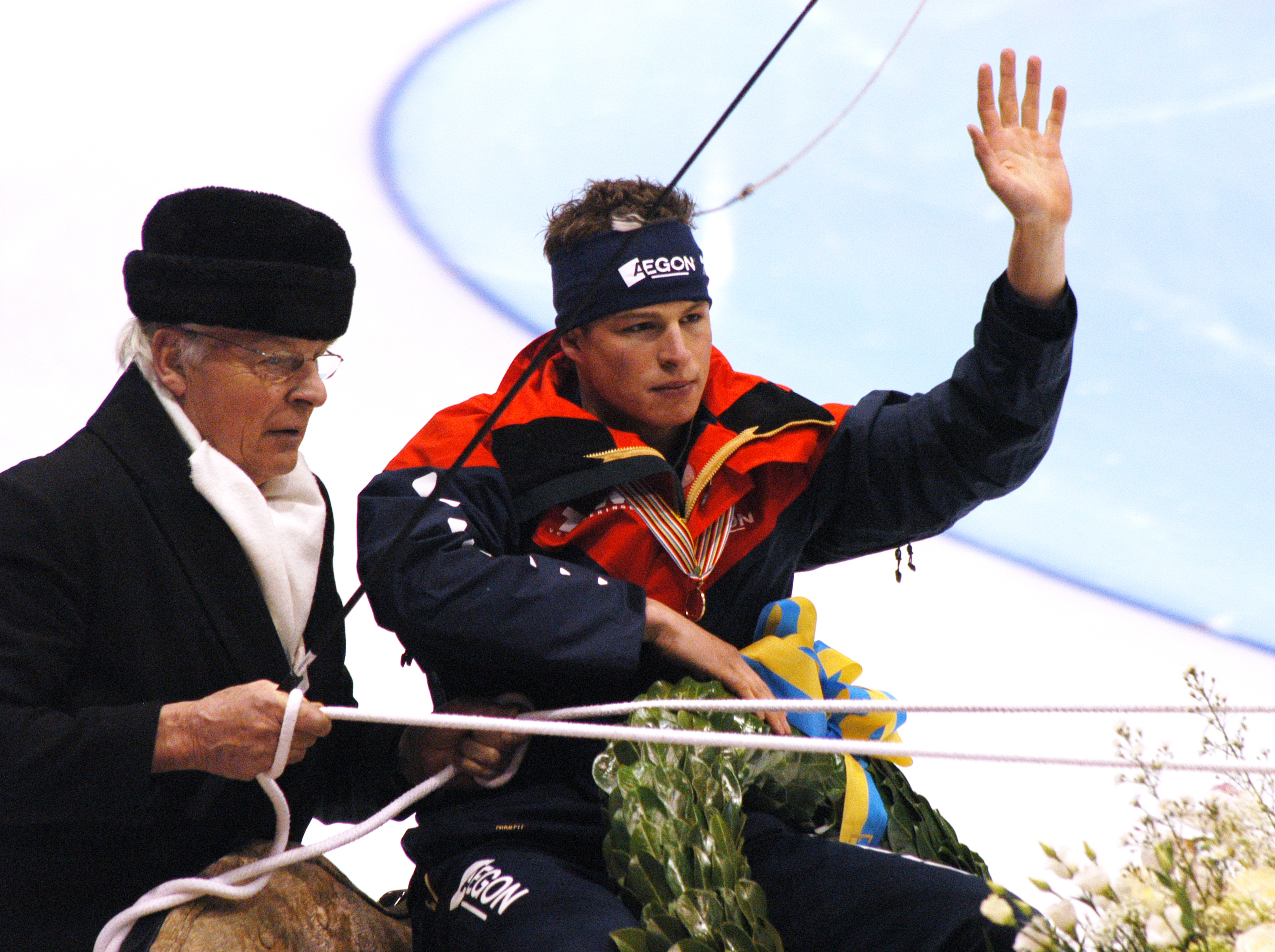
Kramer nach dem Gewinn der Mehrkampfeuropameisterschaft 2009 in Heerenveen auf einem Pferdeschlitten

Nach der Saison, die Kramer die Oscar Mathisen Memorial Trophy einbrachte, erkrankte der Eisschnellläufer an Pfeifferschen Drüsenfieber. Trotz der Krankheit konnte er in den folgenden Jahren an frühere Erfolge anknüpfen und lief 2007 und 2008 fünf Weltrekorde und wurde Allround-Weltmeister. Bei den Einzelstreckenweltmeisterschaften in Salt Lake City gewann er die Goldmedaillen über 5000, 10.000 m und in der Team-Verfolgung. Ein Jahr später gelang es Kramer bei den Weltmeisterschaften in Nagano seine Titel zu verteidigen und gewann über die 1500-m-Strecke eine Silbermedaille. 2007 entschied er auch den Gesamt-Weltcup über die Langstrecken für sich.
Bei der Mehrkampf-EM im heimischen Heerenveen Anfang Januar 2009 wurde Kramer nach Siegen über 1500, 5000 und 10.000 m Europameister. Im selben Jahr belegte er nach 2007 erneut im Langstrecken-Weltcup über 5000 und 10.000 m den ersten Platz und gewann Mitte März bei den Einzelstreckenweltmeisterschaften im kanadischen Richmond die Titel über 5000, 10.000 m und in der Team-Verfolgung.
Im Olympischen Winter 2009/10 entschied Kramer den Weltcup in Calgary über die 5000-m-Strecke. Bei der Mehrkampfeuropameisterschaft Anfang Januar 2010 gewann er nach Einzelsiegen über 5000 und 10.000 m die Goldmedaille vor dem Italiener Enrico Fabris. Bei den Olympischen Winterspielen 2010 in Vancouver wurde er seinem Favoritenstatus gerecht und gewann über die 5000-m-Distanz in der olympischen Rekordzeit von 6:14,60 min die Goldmedaille.
Über die anschließenden 10.000 m avancierte Kramer zur tragischen Figur der olympischen Eisschnelllauf-Wettbewerbe, als er auf Goldkurs liegend von seinem Trainer Gerard Kemkers beim Spurwechsel fälschlicherweise auf die Innenbahn eingewiesen wurde. Die anschließende Disqualifikation war die erste Niederlage Kramers auf der Langstrecke seit Dezember 2006. Wenige Tage später schied er gemeinsam mit Mark Tuitert und Simon Kuipers in der Team-Verfolgung bereits im Halbfinale nach schwachen Wechseln gegen die USA aus. Im Rennen um Platz drei sicherten sich Kramer, Tuitert und Jan Blokhuijsen die Bronzemedaille gegen Norwegen und liefen mit 3:39,95 min einen neuen olympischen Rekord. Mit dieser Zeit waren die Niederländer schneller als die späteren Olympiasieger aus Kanada. Beim traditionellen Empfang für alle Oranje-Medaillengewinner nach den Spielen ernannte ihn Königin Beatrix zum „Ritter im Orden des niederländischen Löwen“. Am Ende der Saison gewann Kramer mit Einzelstreckenerfolgen über 5000 und 10.000 m zum vierten Mal in Folge die Mehrkampfweltmeisterschaft.
Ende November 2010 gab Kramer bekannt, aufgrund einer Verletzung im rechten Oberschenkel nicht an der Saison 2010/11 teilnehmen zu können. Nachdem in seiner Heimat über ein mögliches Karriere-Ende spekuliert wurde, nahm er das Training im Frühjahr 2011 wieder auf. Ein Nervenleiden, das die Gefäßversorgung beeinträchtigt, wurde als Ursache angeführt.
Nach seiner Rückkehr gewann Kramer im Februar 2012 in Moskau seinen fünften Titel bei Mehrkampfweltmeisterschaften und zog somit mit den bisherigen Titelrekordhaltern Oscar Mathisen und Clas Thunberg gleich.
Sven Kramer ist mit der zwei Jahre älteren niederländischen Feldhockeyspielerin Naomi van As liiert, die bei den Olympischen Sommerspielen 2008 die Goldmedaille mit der niederländischen Mannschaft gewann. Er absolvierte erfolgreich eine Ausbildung zum Fitnesscoach.

## Persönliche Bestzeiten
| Strecke         | Zeit           | Datum             | Ort            |
| --------------- | -------------- | ----------------- | -------------- |
| 500 m           | 36,17 s        | 27. Dezember 2009 | Heerenveen     |
| 1000 m          | 1:09,77 min    | 28. Februar 2015  | Calgary        |
| 1500 m          | 1:43,54 min    | 11. Dezember 2009 | Salt Lake City |
| 3000 m          | 3:37,45 min    | 7. Oktober 2017   | Inzell         |
| 5000 m          | 6:03,32 min ¹  | 17. November 2007 | Calgary        |
| 10.000 m        | 12:38,89 min ² | 11. Februar 2017  | Gangneung      |
| Team-Verfolgung | 3:35,60 min ¹  | 16. November 2013 | Salt Lake City |
| Mehrkampf       | 147,567 ²      | 8. Februar 2009   | Hamar          |

¹ = Weltrekord; ² = Nationaler Rekord

## Weltcupsiege
| Nr. | Datum             | Ort            | Disziplin |
| --- | ----------------- | -------------- | --------- |
| 1.  | 18. November 2005 | Salt Lake City | 5000 m    |
| 2.  | 3. März 2006      | Heerenveen     | 5000 m    |
| 3.  | 11. November 2006 | Heerenveen     | 5000 m    |
| 4.  | 17. November 2006 | Berlin         | 5000 m    |
| 5.  | 4. Februar 2007   | Turin          | 5000 m    |
| 6.  | 17. Februar 2007  | Erfurt         | 10.000 m  |
| 7.  | 3. März 2007      | Calgary        | 5000 m    |
| 8.  | 17. November 2007 | Calgary        | 5000 m    |
| 9.  | 7. Dezember 2007  | Heerenveen     | 1500 m    |
| 10. | 8. Dezember 2007  | Heerenveen     | 5000 m    |
| 11. | 23. Februar 2008  | Heerenveen     | 5000 m    |
| 12. | 7. November 2008  | Berlin         | 5000 m    |
| 13. | 8. November 2008  | Berlin         | 1500 m    |
| 14. | 15. November 2008 | Heerenveen     | 5000 m    |
| 15. | 30. Januar 2009   | Erfurt         | 5000 m    |
| 16. | 15. Februar 2009  | Heerenveen     | 10.000 m  |
| 17. | 7. März 2009      | Salt Lake City | 5000 m    |
| 18. | 7. November 2009  | Berlin         | 5000 m    |
| 19. | 14. November 2009 | Heerenveen     | 5000 m    |
| 20. | 22. November 2009 | Hamar          | 10.000 m  |
| 21. | 5. Dezember 2009  | Calgary        | 5000 m    |
| 22. | 26. November 2011 | Astana         | 5000 m    |
| 23. | 10. März 2012     | Berlin         | 5000 m    |
| 24. | 16. November 2012 | Heerenveen     | 5000 m    |
| 25. | 24. November 2012 | Kolomna        | 5000 m    |
| 26. | 9. Februar 2013   | Inzell         | 5000 m    |
| 27. | 9. März 2013      | Heerenveen     | 5000 m    |
| 28. | 10. November 2013 | Calgary        | 5000 m    |
| 29. | 17. November 2013 | Salt Lake City | 5000 m    |
| 30. | 1. Dezember 2013  | Astana         | 10.000 m  |
| 31. | 14. November 2014 | Obihiro        | 5000 m    |
| 32  | 13. Dezember 2014 | Heerenveen     | 5000 m    |
| 33. | 13. November 2015 | Calgary        | 5000 m    |
| 34. | 12. Dezember 2015 | Heerenveen     | 5000 m    |
| 35. | 30. Januar 2016   | Stavanger      | 5000 m    |
| 36. | 12. März 2016     | Heerenveen     | 5000 m    |
| 37. | 11. November 2016 | Harbin         | 5000 m    |
| 38. | 13. November 2016 | Harbin         | 1500 m    |
| 39. | 18. November 2016 | Nagano         | 5000 m    |
| 40. | 12. November 2017 | Heerenveen     | 5000 m    |
| 41. | 19. November 2017 | Stavanger      | 10.000 m  |
| 42. | 1. Dezember 2017  | Calgary        | 5000 m    |

| Nr. | Datum             | Ort                 | Disziplin         |
| --- | ----------------- | ------------------- | ----------------- |
| 1.  | 3. Dezember 2005  | Klobenstein         | Teamverfolgung 1  |
| 2.  | 19. November 2006 | Berlin              | Teamverfolgung 2  |
| 3.  | 18. Februar 2007  | Erfurt              | Teamverfolgung 3  |
| 4.  | 9. Dezember 2007  | Heerenveen          | Teamverfolgung 4  |
| 5.  | 24. Februar 2008  | Heerenveen          | Teamverfolgung 3  |
| 6.  | 16. November 2008 | Heerenveen          | Teamverfolgung 5  |
| 7.  | 6. Dezember 2009  | Calgary             | Teamverfolgung 6  |
| 8.  | 20. November 2011 | Tscheljabinsk       | Teamverfolgung 7  |
| 9.  | 4. Dezember 2011  | Heerenveen          | Teamverfolgung 7  |
| 10. | 17. November 2012 | Heerenveen          | Teamverfolgung 8  |
| 11. | 2. März 2013      | Erfurt              | Teamverfolgung 9  |
| 12. | 8. März 2013      | Heerenveen          | Teamverfolgung 10 |
| 13. | 9. November 2013  | Calgary             | Teamverfolgung 8  |
| 14. | 16. November 2013 | Salt Lake City      | Teamverfolgung 8  |
| 15. | 15. November 2014 | Obihiro             | Teamverfolgung 11 |
| 16. | 11. Dezember 2015 | Heerenveen          | Teamverfolgung 12 |
| 17. | 12. November 2016 | Harbin              | Teamverfolgung 13 |
| 18. | 19. November 2016 | Nagano              | Teamverfolgung 14 |
| 19. | 2. Dezember 2017  | Calgary             | Teamverfolgung 8  |
| 20. | 22. Januar 2021   | Heerenveen          | Teamverfolgung 15 |
| 21. | 14. November 2021 | Tomaszów Mazowiecki | Teamverfolgung 16 |